# Kansas City Southern Railway

Mappa della rete KCS

La Kansas City Southern Railway, abbreviata in KCS, è una compagnia ferroviaria statunitense operante nella zona del fiume Mississippi, dai Grandi Laghi fino al Golfo del Messico. Fondata nel 1877, è una delle compagnie "I Class", e opera in 12 Stati dell'Unione. Tramite la controllata Kansas City Southern de México, la rete gestita si estende anche in Messico.
La sede centrale è a Kansas City, nel Missouri.

## Storia
La società nacque nel 1887 come Kansas City, Pittsburg & Gulf Railroad, per volere di Arthur Stilwell. Espandendosi a Sud di Kansas City, la ferrovia raggiunse, via Pittsburg (nel Kansas, da non confondere con quella più famosa in Pennsylvania) Port Arthur in Texas nel 1897. La compagnia fu rinominata nel 1899 Kansas City Southern Railway. Negli anni successivi furono raggiunte Dallas a Ovest, e New Orleans e la Louisiana a Est. Difatti nel 1939 la KCS assorbì la Louisiana and Arkansas Railway. L'anno dopo iniziò il servizio del convoglio di lusso Southern Belle fra Kansas City e New Orleans, collegamento che cessò solo nel 1969.
La KCS sopravvisse indipendente alle varie fusioni degli anni '60, giungendo all'inizio degli anni '90 a gestire circa 6600 km di linea (4,104 miglia), in parte acquisiti tramite l'annessione nel 1994 della MidSouth Rail Corporation.
La KCS è uno dei quattro membri della Kansas City Southern Corporation, la holding che controlla circa 10000 km di ferrovie fra Stati Uniti e Messico. Le altre tre compagnie sono la Texas Mexican Railway Company (Tex Mex), la Panama Canal Railway Company e la Transportación Ferroviaria Mexicana (TFM). Nel 2005 la KCS ha ufficialmente acquistato la TFM, ribattezzandola Kansas City Southern de México (abbreviato in KCSM).
La livrea dei locomotori della KCS è totalmente grigia con filettature gialle sul muso e scritte rosse sulla fiancata.

## Linee Principali
La linea principale, di fatto poi unica, va da Kansas City a Shreveport (Louisiana), e da lì si dirama per Port Arthur (Texas) e per New Orleans. Sempre da Shreveport parte una diramazione per Dallas. Nella parte settentrionale, da Kansas City la ferrovia prosegue per Saint Louis (Missouri) fino a Springfield (Illinois).
Tramite le controllate TexMex e Kansas City Southern de México, la KCS passa in importanti città sul confine fra Stati Uniti e Messico, quali Monterrey, Nuevo Laredo, Matamoros e Reynosa. Da lì la rete si dirama fino al cuore dello stato latino.
La KCS ha un accordo con la Canadian National Railway per i diritti di transito, così che le due compagnie estendono al loro influenza sulle reti amiche. Inoltre la KCS ha permessi di transito su alcune limitate aree della rete della Illinois Central, della BNSF Railway e della Norfolk Southern Railway.